# Kanton Verfeil
Kanton Verfeil (francouzsky Canton de Verfeil) je francouzský kanton v departementu Haute-Garonne v regionu Midi-Pyrénées. Tvoří ho sedm obcí.

## Obce kantonu
- Bonrepos-Riquet
- Gauré
- Gragnague
- Lavalette
- Saint-Marcel-Paulel
- Saint-Pierre
- Verfeil